# Indígenas

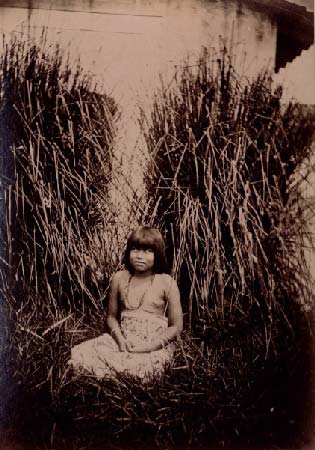
Indígena Tobá (Brasil) fotografada por Marc Ferrez, 1876.

Os indígenas (também designados aborígenes, originários, autóctones, índios ou nativos) são pessoas que viviam e vivem em uma área geográfica (denominada população) desde a colonização da região por outros povos estrangeiros, ou são pessoas que após a colonização da região em que ainda residem não se identificam com o povo que a colonizou (tendo cultura própria diferenciada) e, que mantêm um modo de vida intimamente ligado ao meio ambiente natural em que vivem. Os povos indígenas incluem povos muito diferentes espalhados por todo o mundo, que em comum, têm o fato de que cada um se identifica com uma comunidade específica, diferente acima de tudo da cultura do colonizador.[carece de fontes?]
A Organização das Nações Unidas define que:
| “ | As comunidades, os povos e as nações indígenas são aqueles que, contando com uma continuidade histórica das sociedades anteriores à invasão e à colonização que foi desenvolvida em seus territórios, consideram a si mesmos distintos de outros setores da sociedade, e estão decididos a conservar, a desenvolver e a transmitir às gerações futuras seus territórios ancestrais e sua identidade étnica, como base de sua existência continuada como povos, em conformidade com seus próprios padrões culturais, as instituições sociais e os sistemas jurídicos. | ” |

Os povos são geralmente descritos como indígenas quando mantêm tradições ou outros aspectos de uma cultura primitiva associada a uma determinada região; nem todos os povos indígenas compartilham essa característica, pois muitos foram forçados a adotar elementos substanciais de uma cultura colonizadora, como roupas, religião ou idioma. Os povos indígenas podem ser assentados em uma determinada região (sedentários) ou exibir um estilo de vida nômade em um grande território, mas geralmente estão historicamente associados a um território específico do qual dependem. As sociedades indígenas são encontradas em todas as zonas climáticas habitadas e continentes do mundo, exceto na Antártida.
Como os povos indígenas continuam a enfrentar ameaças à sua soberania, bem-estar econômico, línguas, formas de conhecimento e acesso aos recursos dos quais dependem suas culturas, direitos políticos foram estabelecidos no direito internacional pelas Nações Unidas, a Organização Internacional do Trabalho e o Banco Mundial. Em 2007, as Nações Unidas aprovaram a Declaração sobre os Direitos dos Povos Indígenas (UNDRIP) para orientar as políticas nacionais dos Estados membros em relação aos direitos coletivos dos povos indígenas, incluindo cultura, identidade, idioma e acesso a emprego, saúde e qualidade de vida, educação e recursos naturais, apesar de esses direitos serem constantemente violados. O Dia Internacional dos Povos Indígenas do Mundo é comemorado em 9 de agosto de cada ano.

## Por região

### Oceania
Na maior parte da Oceania, os povos indígenas superam os descendentes de colonos. As exceções incluem Austrália, Nova Zelândia e Havaí. De acordo com o censo de 2013, os Maoris da Nova Zelândia representam 14,9% da população da Nova Zelândia, e menos da metade (46,5%) de todos os residentes Maoris identificam-se apenas como Maoris. Os Maori são indígenas da Polinésia e estabeleceram-se na Nova Zelândia há relativamente pouco tempo, com migrações que se acredita terem ocorrido no século XIII. Na Nova Zelândia, os grupos Maoris pré-contato não se viam necessariamente como um só povo, portanto, agrupar-se em arranjos comunitários (iwi) tornou-se um arranjo mais formal em tempos mais recentes. Muitos líderes nacionais maoris assinaram um tratado com os britânicos, o Tratado de Waitangi (1840), visto em alguns círculos como formando a moderna entidade geopolítica que é a Nova Zelândia.
A maioria da população da Papua Nova Guiné (PNG) é indígena, com mais de 700 etnias diferentes reconhecidas em uma população total de oito milhões, que falam cerca de 850 idiomas. A constituição e os principais estatutos do país identificam as práticas tradicionais ou costumeiras e a posse da terra, e são explicitamente estabelecidos para promover a viabilidade dessas sociedades tradicionais no Estado moderno. No entanto, conflitos e disputas sobre o uso da terra e os direitos aos recursos continuam entre os grupos indígenas, o governo e entidades corporativas.

#### Austrália

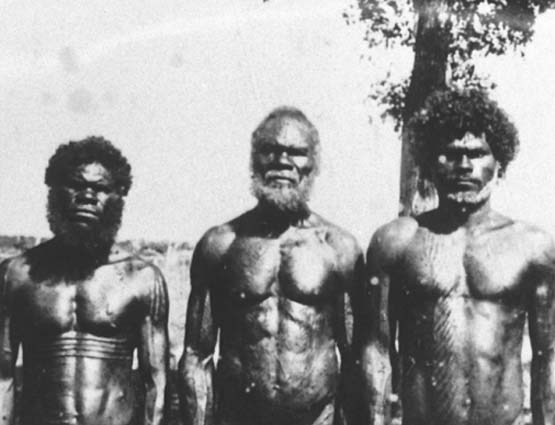
Aborígenes australianos em foto de 1939

Na Austrália, as populações indígenas são os povos aborígenes australianos (compreendendo muitas sociedades diferentes) e os povos das ilhas do Estreito de Torres (também com subgrupos). Esses grupos costumam ser chamados de australianos indígenas.
Os aborígenes australianos formam uma população, assim como os grupos indígenas, que foi vítima de massacres pelos colonizadores e discriminados por parte da população dita civilizada. Os colonizadores ingleses foram os principais responsáveis pelos massacres das comunidades indígenas australianas. Soldados ingleses aproximavam-se das aldeias e ofereciam agrados para a população local. Entretanto, outros soldados envenenavam com arsênio a água e os alimentos dessa população. Vários aborígenes morreram em consequência do envenenamento causado por esse elemento químico. Atualmente os aborígenes correspondem a 1% da população australiana.

### América

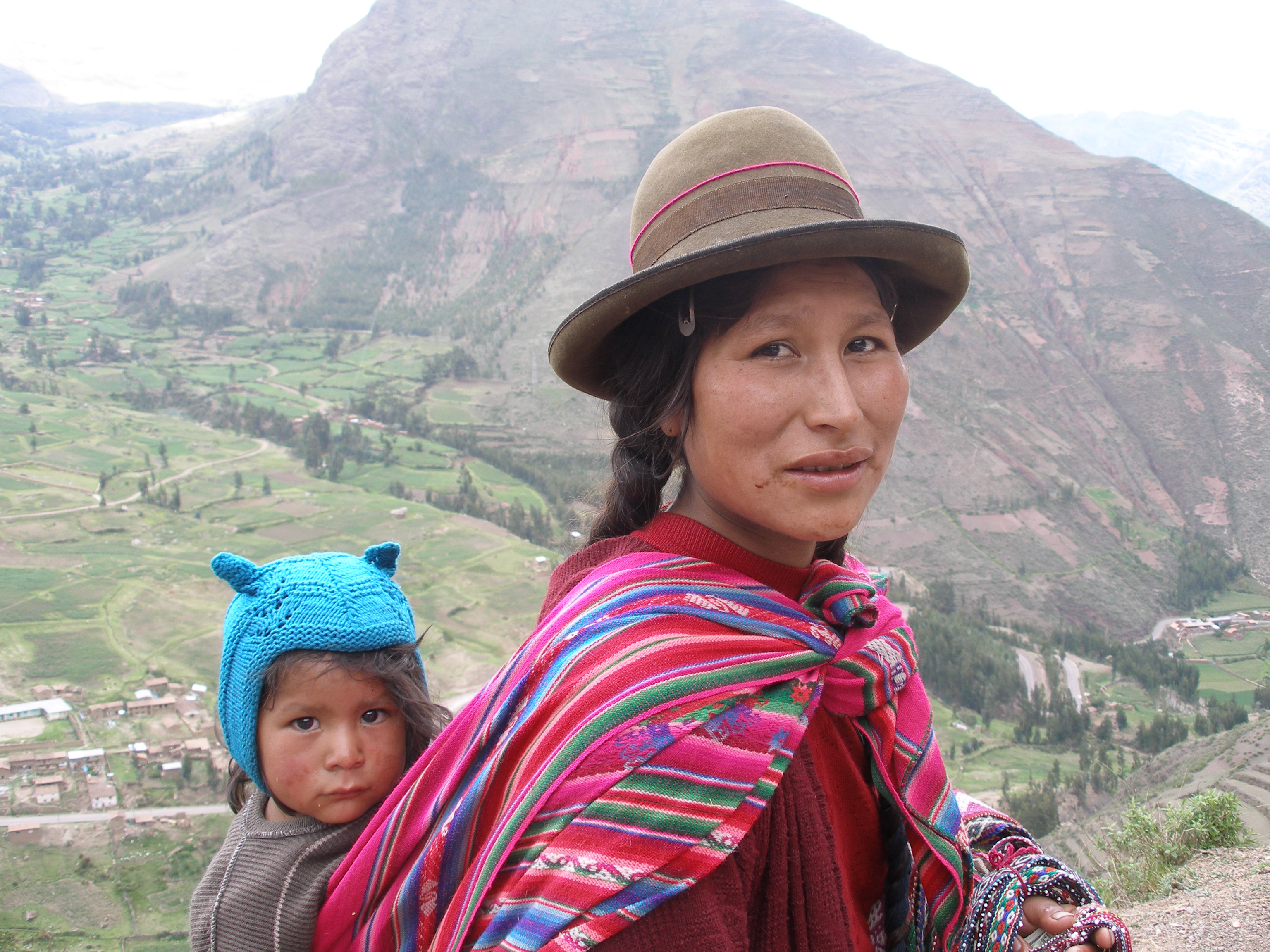
Mulher e criança quíchuas no Vale Sagrado, Andes, Peru

Os povos indígenas do continente americano são amplamente reconhecidos como aqueles grupos e seus descendentes que habitavam a região antes da chegada dos colonizadores europeus (ou seja, pré-colombianos). Os povos indígenas que mantêm ou procuram manter modos de vida tradicionais são encontrados desde o alto Ártico ao norte até os extremos meridionais da Terra do Fogo.
Quando os europeus chegaram ao continente americano no século XV o continente era habitado por centenas de etnias nativas. Durante o processo de colonização, as populações nativas foram escravizadas e contaminadas com novas doenças, implicando na diminuição significativa da população indígena. Os impactos da colonização europeia histórica e contínua das Américas sobre as comunidades indígenas foram bastante severos, com muitas autoridades estimando faixas de declínio populacional significativo principalmente devido a doenças, roubo de terras e violência. Vários povos foram extintos ou quase extintos. Mas ainda existem muitas nações e comunidades indígenas prósperas e resilientes, que sobrevivem e resistem às perseguições impostas pelos Estados nos quais seus territórios estão situados.

#### Brasil

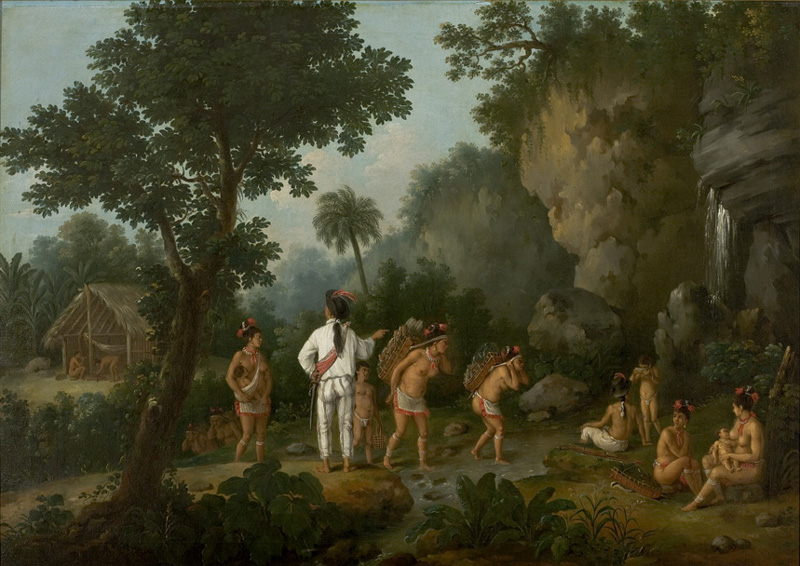
O Caçador de Escravos de Jean-Baptiste Debret.

No Brasil os indígenas são oficialmente reconhecidos como uma das comunidades tradicionais brasileiras (Decreto Presidencial 6 040 de 2007). E a presença desses no território brasileiro é de cerca de 12 000 anos anterior ao processo de ocupação territorial estabelecido pelos colonizadores que chegaram no território hoje chamado de Brasil (região originalmente denominada Pindorama, da língua tupi "Terra das Palmeiras"). Segundo estimativas de alguns documentos feitos na atualidade, a população indígena brasileira variava entre três e cinco milhões de habitantes indígenas. Nessa vasta população, havia a presença de etnias de diferentes filiações linguísticas, entre as quais se podem citar os panos, caribes, tupi-guaranis, jês e outros.
O estupro de nativos, o processo de união de negros e indígenas num só espaço precarizado com objetivo eugenista, entre outros fenômenos de apagamento cultural, contribuíram para a favelização diante das dificuldades para se manter no meio urbano.

##### Reservas indígenas no Brasil
Como o próprio nome diz, Reservas Indígenas no Brasil são áreas federais reservadas para a utilização dos indígenas para servir-lhes como meio de subsistência. Essas áreas são importantes para a conservação cultural brasileira. Em 2008, as áreas de reservas destinadas a grupos de indígenas no Brasil ocupavam cerca de 12,5% do território nacional. Desde sua criação, há inúmeros projetos objetivando o fim dessas reservas e violando essas áreas. 

### Europa

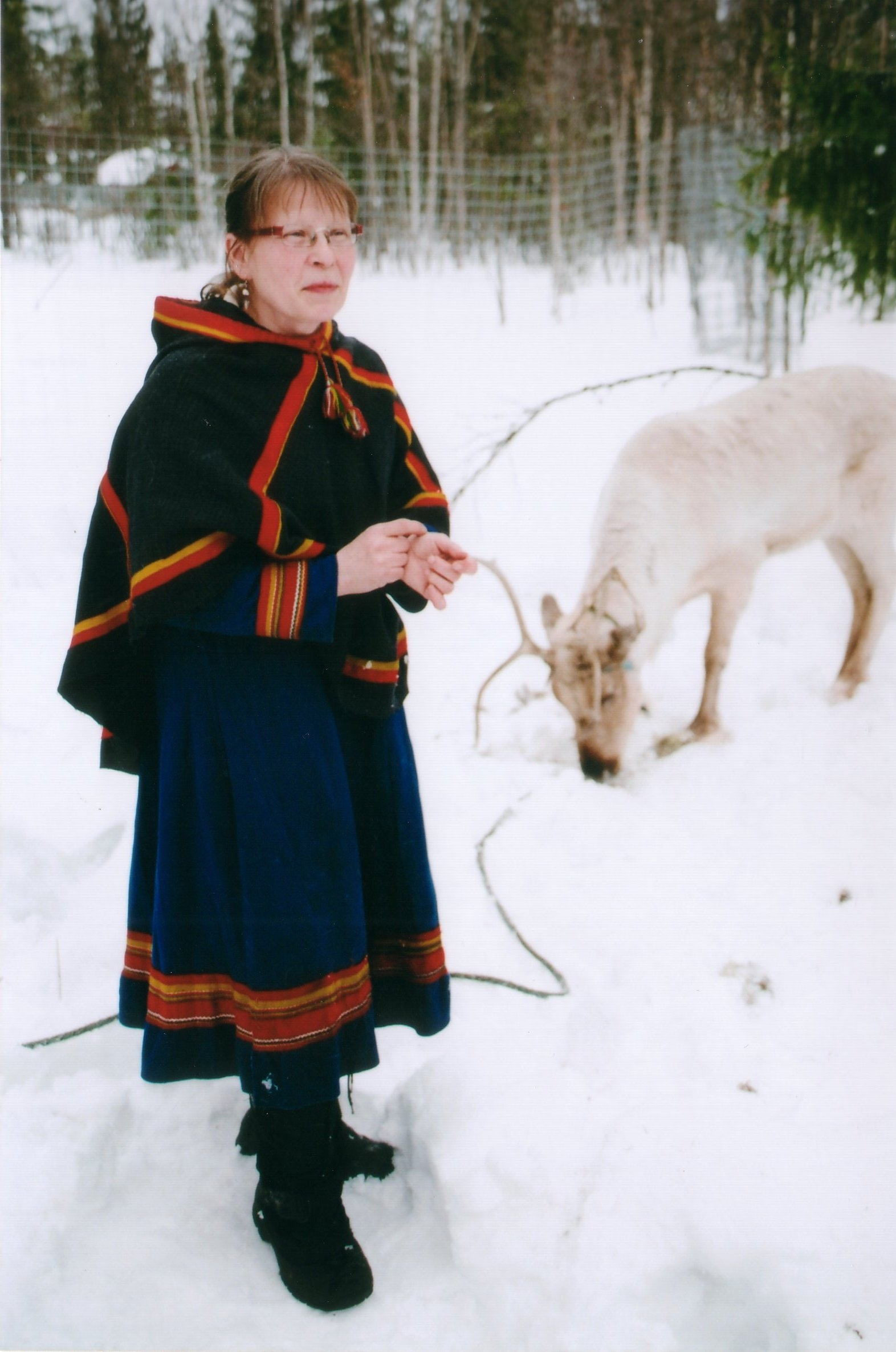
Indígena Sami com vestido tradicional.

Na Europa, a maioria dos grupos étnicos são nativos da região no sentido de tê-la ocupado por muitos séculos ou milênios. No entanto, as populações indígenas atuais, conforme reconhece a definição da ONU, são relativamente poucas e estão confinadas principalmente ao Norte e Extremo Oriente.
Populações de minorias indígenas notáveis na Europa que são reconhecidas pela ONU incluem os povos fino-úgricos nenets, samoiedos e cómis do norte da Rússia; circassianos do sul da Rússia e do norte do Cáucaso; tártaros da Crimeia na Ucrânia; e os povos sámi do norte da Noruega, Suécia e Finlândia e noroeste da Rússia (em uma área também conhecida como Sápmi).
O impacto da conquista russa da Sibéria foi significativo. A conquista russa da Sibéria foi acompanhada de massacres devido à resistência indígena à colonização pelos cossacos russos. Nas mãos de figuras como Vasilii Poyarkov em 1645 e Yerofei Khabarov em 1650, alguns povos como os daur foram massacrados pelos russos. Dos 20 000 habitantes de Kamchatka, 8 000 sobreviveram após meio século de massacre pelos cossacos.
Em 1864, ocorreu o evento conhecido como Genocídio Circassiano, no qual cerca de 1 milhão a 1,5 milhão de circassianos foram mortos e outro milhão foi deportado.
Durante o século XX, ocorreram vários episódios de genocídio de minorias indígenas, como parte de políticas de limpeza étnica. O Império Otomano cometeu genocídio contra as minorias armênia, assíria e grega, em seu território. Na Alemanha nazista, programas de extermínio tiveram como alvo judeus e ciganos (Porajmos); poloneses, considerados racialmente inferiores, sofreram uma campanha de destruição da sua identidade cultural, e a população indígena polonesa foi substituída por colonizadores alemães. Na União Soviética, foi feita tentativa de destruir a população indígena ucraniana por meio do holodomor,, e foram implementadas políticas de transferência populacional que afetaram as populações vainakh (deportação de chechenos e inguches); nomes de locais da Chechênia e da Ingushétia foram substituídos por outros russos; mesquitas e cemitérios foram destruídos e foram queimados incontáveis manuscritos e livros — um patrimônio inestimável, no estilo histórico de Nakh. Houve também  a deportação em massa dos povos bálticos (Operação Priboi), realizada pelos soviéticos.

### África
No período pós-colonial, o conceito de povos indígenas específicos dentro do continente africano ganhou maior aceitação, embora não sem controvérsia. Os diversos e numerosos grupos étnicos que constituem a maioria dos Estados africanos independentes modernos contêm em si vários povos cujos status, culturas e estilos de vida de pastoreio ou caçador-coletor são geralmente marginalizados e isolados das estruturas políticas e econômicas dominantes na nação. Desde o final do século XX, esses povos têm buscado cada vez mais o reconhecimento de seus direitos como povos indígenas distintos, tanto em contextos nacionais como internacionais.

### Ásia

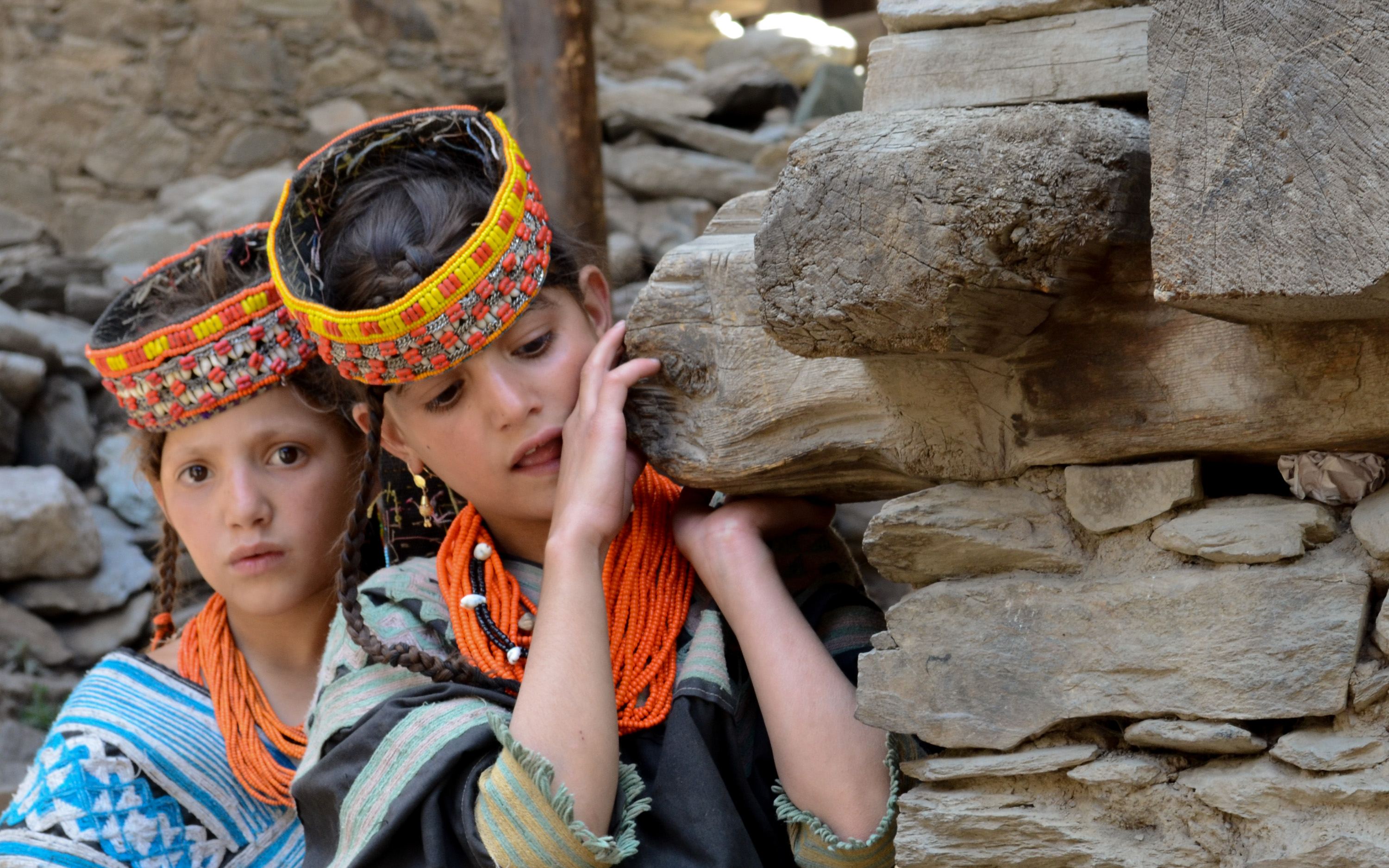
Crianças kalash, do Paquistão

O povo nivkh é um grupo étnico indígena Sakhalin, que tem alguns falantes da língua nivkh, mas sua cultura pesqueira está em perigo devido ao desenvolvimento do campo de petróleo Sakhalin a partir dos anos 1990.
Na Indonésia, existem entre 50 e 70 milhões de pessoas que são classificadas como povos indígenas. No entanto, o governo indonésio não reconhece a existência de povos indígenas, classificando todos os grupos étnicos indonésios nativos como "indígenas", apesar das claras distinções culturais de certos grupos.
Nas Filipinas, existem 135 grupos etnolinguísticos, a maioria dos quais são considerados povos indígenas pelos principais grupos étnicos indígenas do país. Os povos indígenas da região administrativa da Cordilheira e do Vale Cagayan nas Filipinas são os igorot. Os povos indígenas de Mindanau são os povos lumad e moro (Tausug, Maguindanao Maranao e outros) que também vivem no Arquipélago de Sulu. Existem igualmente outros grupos de povos indígenas em Palawan, Mindoro, Visayas e no resto do centro e sul de Luzon. O país possui uma das maiores populações indígenas do mundo.
Em Mianmar, os povos indígenas incluem shan, karen, rakhine, karenni, chin, kachin e mon. Porém, há mais etnias consideradas indígenas, por exemplo, os akha, lisu, lahu ou mru, entre outros.